# Селянское сельское поселение (Архангельская область)
Селянское сельское поселение или муниципальное образование «Селянское» — упразднённое муниципальное образование со статусом сельского поселения в Вилегодском муниципальном районе Архангельской области. 
Соответствовало административно-территориальной единице в Вилегодском районе — Селянский сельсовет.
Административный центр — посёлок Фоминский.
30 сентября 2020 года упразднено в связи с преобразованием Вилегодского муниципального района в муниципальный округ, все сельские поселения упразднены..

## География
Селянское сельское поселение находилось на востоке Вилегодского района.

## История
Муниципальное образование было образовано в 2006 году.

## Население
| 2005  | 2010  | 2011  | 2012  | 2013  | 2014  | 2015  |
| ----- | ----- | ----- | ----- | ----- | ----- | ----- |
| 1802  | ↘1356 | ↘1342 | ↘1330 | ↘1276 | ↘1245 | ↘1210 |
| 2016  | 2017  | 2018  | 2019  | 2020  |       |       |
| ↘1209 | ↘1198 | ↘1150 | ↘1099 | ↘1040 |       |       |

## Состав сельского поселения
| №  | Населённый пункт | Тип населённого пункта          | Население |
| -- | ---------------- | ------------------------------- | --------- |
| 1  | Борок            | деревня                         | ↗22       |
| 2  | Ивановская       | деревня                         | ↘15       |
| 3  | Игнатовская      | деревня                         | ↘2        |
| 4  | Пысье            | деревня                         | →1        |
| 5  | Селяна           | село                            | →1        |
| 6  | Сорово           | посёлок                         | ↗617      |
| 7  | Стафоровская     | деревня                         | ↗108      |
| 8  | Тырпасовская     | деревня                         | ↗35       |
| 9  | Фоминская        | деревня                         | ↗25       |
| 10 | Фоминский        | посёлок, административный центр | ↗680      |
| 11 | Шихи             | деревня                         | →3        |